# Ульяновка (Кромской район)
Ульяновка — деревня в Кромском районе Орловской области России. 
Административный центр Шаховского сельского поселения в рамках организации местного самоуправления и центр Шаховского сельсовета в рамках административно-территориального устройства.

## География
Расположена на реке Ицка (притоке р. Ока), в 15 км к северо-востоку от райцентра, посёлка городского типа Кромы, и в 27 км к юго-западу от центра города Орёл.

## Население
| 2002 | 2010 |
| ---- | ---- |
| 263  | ↗264 |

Согласно результатам переписи 2002 года, в национальной структуре населения русские составляли 99 % от жителей.